# Formule 1 in 1967
Het Formule 1-seizoen 1967 was het 18de FIA Formula One World Championship seizoen. Het begon op 2 januari en eindigde op 22 oktober na elf races.
Denny Hulme won voor de eerste keer het wereldkampioenschap. Brabham werd wereldkampioen bij de constructeurs.
Lotus gebruikte voor het eerste de Cosworth DFV-motor, een motor die in de jaren die volgden bijzonder dominant werd.
Pedro Rodriguez won de laatste race voor Cooper.

## Kalender
| GP nr. | Ronde | Grand Prix                 | Circuit                      | Plaats                  | Datum        |
| ------ | ----- | -------------------------- | ---------------------------- | ----------------------- | ------------ |
| 151    | 1     | GP van Zuid-Afrika         | Kyalami Grand Prix Circuit   | Midrand                 | 2 januari    |
| 152    | 2     | GP van Monaco              | Circuit de Monaco            | Monte Carlo             | 7 mei        |
| 153    | 3     | GP van Nederland           | Circuit Park Zandvoort       | Zandvoort               | 4 juni       |
| 154    | 4     | GP van België              | Circuit de Spa-Francorchamps | Stavelot                | 18 juni      |
| 155    | 5     | GP van Frankrijk           | Circuit Bugatti              | Le Mans                 | 2 juli       |
| 156    | 6     | GP van Groot-Brittannië    | Silverstone Circuit          | Silverstone             | 15 juli      |
| 157    | 7     | GP van Duitsland           | Nürburgring Nordschleife     | Nürburg                 | 6 augustus   |
| 158    | 8     | GP van Canada              | Mosport Park                 | Bowmanville (Ontario)   | 27 augustus  |
| 159    | 9     | GP van Italië              | Autodromo Nazionale Monza    | Monza                   | 10 september |
| 160    | 10    | GP van de Verenigde Staten | Watkins Glen International   | Watkins Glen (New York) | 1 oktober    |
| 161    | 11    | GP van Mexico              | Magdalena Mixhuca Circuit    | Mexico-Stad             | 22 oktober   |

## Resultaten en klassement

### Grands Prix
| Ronde | Grand Prix                 | Poleposition | Snelste ronde | Winnende coureur | Winnende constructeur | Banden | Verslag |
| ----- | -------------------------- | ------------ | ------------- | ---------------- | --------------------- | ------ | ------- |
| 1     | GP van Zuid-Afrika         | Jack Brabham | Denny Hulme   | Pedro Rodriguez  | Cooper-Maserati       | F      | Verslag |
| 2     | GP van Monaco              | Jack Brabham | Jim Clark     | Denny Hulme      | Brabham-Repco         | G      | Verslag |
| 3     | GP van Nederland           | Graham Hill  | Jim Clark     | Jim Clark        | Lotus-Ford            | F      | Verslag |
| 4     | GP van België              | Jim Clark    | Dan Gurney    | Dan Gurney       | Eagle-Weslake         | G      | Verslag |
| 5     | GP van Frankrijk           | Graham Hill  | Graham Hill   | Jack Brabham     | Brabham-Repco         | G      | Verslag |
| 6     | GP van Groot-Brittannië    | Jim Clark    | Denny Hulme   | Jim Clark        | Lotus-Ford            | F      | Verslag |
| 7     | GP van Duitsland           | Jim Clark    | Dan Gurney    | Denny Hulme      | Brabham-Repco         | G      | Verslag |
| 8     | GP van Canada              | Jim Clark    | Jim Clark     | Jack Brabham     | Brabham-Repco         | G      | Verslag |
| 9     | GP van Italië              | Jim Clark    | Jim Clark     | John Surtees     | Honda                 | F      | Verslag |
| 10    | GP van de Verenigde Staten | Graham Hill  | Graham Hill   | Jim Clark        | Lotus-Ford            | F      | Verslag |
| 11    | GP van Mexico              | Jim Clark    | Jim Clark     | Jim Clark        | Lotus-Ford            | F      | Verslag |

### Puntentelling
Punten worden toegekend aan de top zes geklasseerde coureurs. 
| Positie | 01e0 | 02e0 | 03e0 | 04e0 | 05e0 | 06e0 |
| Punten  | 9    | 6    | 4    | 3    | 2    | 1    |

### Klassement bij de coureurs
De vijf beste resultaten van de eerste zes wedstrijden en de vier beste resultaten van de vijf laatste wedstrijden tellen mee voor de eindstand, resultaten die tussen haakjes staan telden daarom niet mee voor het kampioenschap. Bij "Punten" staan de getelde kampioenschapspunten gevolgd door de totaal behaalde punten tussen haakjes.
| Pos.                                                                                       | Coureur              | ZAF | MON  | NED  | BEL | FRA   | GBR | DUI  | CAN   | ITA | VST | MEX | Punten  |
| ------------------------------------------------------------------------------------------ | -------------------- | --- | ---- | ---- | --- | ----- | --- | ---- | ----- | --- | --- | --- | ------- |
| 1                                                                                          | Denny Hulme          | 4S  | 1    | 3    | DNF | 2     | 2S  | 1    | 2     | DNF | 3   | 3   | 51      |
| 2                                                                                          | Jack Brabham         | 6P  | DNFP | 2    | DNF | 1     | 4   | 2    | 1     | 2   | (5) | 2   | 46 (48) |
| 3                                                                                          | Jim Clark            | DNF | DNFS | 1S   | 6P  | DNF   | 1P  | DNFP | DNFPS | 3PS | 1   | 1PS | 41      |
| 4                                                                                          | John Surtees         | 3   | DNF  | DNF  | DNF |       | 6   | 4    |       | 1   | DNF | 4   | 20      |
| 5                                                                                          | Chris Amon           |     | 3    | 4    | 3   | DNF   | 3   | 3    | 6     | 7   | DNF | 9   | 20      |
| 6                                                                                          | Pedro Rodriguez      | 1   | 5    | DNF  | 9   | 6     | 5   | 11   |       |     |     | 6   | 15      |
| 7                                                                                          | Graham Hill          | DNF | 2    | DNFP | DNF | DNFPS | DNF | DNF  | 4     | DNF | 2PS | DNF | 15      |
| 8                                                                                          | Dan Gurney           | DNF | DNF  | DNF  | 1S  | DNF   | DNF | DNFS | 3     | DNF | DNF | DNF | 13      |
| 9                                                                                          | Jackie Stewart       | DNF | DNF  | DNF  | 2   | 3     | DNF | DNF  | DNF   | DNF | DNF | DNF | 10      |
| 10                                                                                         | Mike Spence          | DNF | 6    | 8    | 5   | DNF   | DNF | DNF  | 5     | 5   | DNF | 5   | 9       |
| 11                                                                                         | John Love            | 2   |      |      |     |       |     |      |       |     |     |     | 6       |
| 12                                                                                         | Jo Siffert           | DNF | DNF  | 10   | 7   | 4     | DNF | DNF  | DNS   | DNF | 4   | 12  | 6       |
| 13                                                                                         | Jochen Rindt         | DNF | DNF  | DNF  | 4   | DNF   | DNF | DNF  | DNF   | 4   | DNF |     | 6       |
| 14                                                                                         | Bruce McLaren        |     | 4    | DNF  |     | DNF   | DNF | DNF  | 7     | DNF | DNF | DNF | 3       |
| 15                                                                                         | Jo Bonnier           | DNF |      |      | DNF |       | DNF | 6*   | 8     | DNF | 6   | 10  | 3       |
| 16                                                                                         | Chris Irwin          |     |      | 7    | DNF | 5     | 7   | 9    | DNF   | DNF | DNF | DNF | 2       |
| 17                                                                                         | Bob Anderson         | 5   | DNQ  | 9    | 8   | DNF   | DNF |      |       |     |     |     | 2       |
| 18                                                                                         | Mike Parkes          |     |      | 5    | DNF |       |     |      |       |     |     |     | 2       |
| 19                                                                                         | Guy Ligier           |     |      |      | 10  | NC    | 10  | 8*   |       | DNF | DNF | 11  | 1       |
| 20                                                                                         | Ludovico Scarfiotti  |     |      | 6    | NC  |       |     |      |       | DNF |     |     | 1       |
| 21                                                                                         | Jacky Ickx           |     |      |      |     |       |     | DNF1 |       | 6   | DNF |     | 1       |
| 22                                                                                         | Jean-Pierre Beltoise |     | DNQ  |      |     |       |     |      |       |     | 7   | 7   | 0       |
| 23                                                                                         | David Hobbs          |     |      |      |     |       | 8   | 101  | 9     |     |     |     | 0       |
| 24                                                                                         | Alan Rees            |     |      |      |     |       | 9   | 71   |       |     |     |     | 0       |
| 25                                                                                         | Richard Attwood      |     |      |      |     |       |     |      | 10    |     |     |     | 0       |
| 26                                                                                         | Mike Fisher          |     |      |      |     |       |     |      | 11    |     |     | DNF | 0       |
| —                                                                                          | Dave Charlton        | NC  |      |      |     |       |     |      |       |     |     |     | 0       |
| —                                                                                          | Luki Botha           | NC  |      |      |     |       |     |      |       |     |     |     | 0       |
| —                                                                                          | Al Pease             |     |      |      |     |       |     |      | NC    |     |     |     | 0       |
| —                                                                                          | Piers Courage        | DNF | DNF  |      |     |       | DNS |      |       |     |     |     | 0       |
| —                                                                                          | Moises Solana        |     |      |      |     |       |     |      |       |     | DNF | DNF | 0       |
| —                                                                                          | Sam Tingle           | DNF |      |      |     |       |     |      |       |     |     |     | 0       |
| —                                                                                          | Lorenzo Bandini      |     | DNF  |      |     |       |     |      |       |     |     |     | 0       |
| —                                                                                          | Johnny Servoz-Gavin  |     | DNF  |      |     |       |     |      |       |     |     |     | 0       |
| —                                                                                          | Silvio Moser         |     |      |      |     |       | DNF |      |       |     |     |     | 0       |
| —                                                                                          | Giancarlo Baghetti   |     |      |      |     |       |     |      |       | DNF |     |     | 0       |
| —                                                                                          | Tom Jones            |     |      |      |     |       |     |      | DNQ   |     |     |     | 0       |
| —                                                                                          | Eppie Wietzes        |     |      |      |     |       |     |      | DSQ   |     |     |     | 0       |
| —                                                                                          | Richie Ginther       |     | DNQ  |      |     |       |     |      |       |     |     |     | 0       |
| Coureurs die geen recht op Formula 1-punten hadden omdat ze met Formule 2-wagens deelnamen |                      |     |      |      |     |       |     |      |       |     |     |     |         |
| —                                                                                          | Jackie Oliver        |     |      |      |     |       |     | 5    |       |     |     |     |         |
| —                                                                                          | Brian Hart           |     |      |      |     |       |     | NC   |       |     |     |     |         |
| —                                                                                          | Kurt Ahrens Jr.      |     |      |      |     |       |     | DNF  |       |     |     |     |         |
| —                                                                                          | Jo Schlesser         |     |      |      |     |       |     | DNF  |       |     |     |     |         |
| —                                                                                          | Gerhard Mitter       |     |      |      |     |       |     | DNF  |       |     |     |     |         |
| —                                                                                          | Brian Redman         |     |      |      |     |       |     | DNS  |       |     |     |     |         |
| Pos.                                                                                       | Coureur              | ZAF | MON  | NED  | BEL | FRA   | GBR | DUI  | CAN   | ITA | VST | MEX | Punten  |

| Resultaat                       |
| ------------------------------- |
| Winnaar                         |
| Tweede plaats                   |
| Derde plaats                    |
| Gefinisht (punten behaald)      |
| Gefinisht (geen punten behaald) |
| Niet geklasseerd (NC)           |
| Uitgevallen (DNF)               |
| Niet gekwalificeerd (DNQ)       |
| Gediskwalificeerd (DSQ)         |
| Niet gestart (DNS)              |
| Gewond (INJ)                    |
| Uitgesloten (EX)                |
| Teruggetrokken (WD)             |
| Niet deelgenomen (blanco cel)   |
| P Pole position                 |
| S Snelste ronde                 |

- * In de Duitse Grand Prix namen Formule 2 wagens deel aan de race. Deze konden geen punten behalen voor het kampioenschap maar eindigden op de posities 5 en 7, waardoor de Formule 1-wagens op posities 6 en 8 beloond werden met respectievelijk 2 en 1 punt.
- 1 Formule 2-wagen

### Klassement bij de constructeurs
Per race telt alleen het beste resultaat mee van de constructeur.
De vijf beste resultaten van de eerste zes wedstrijden en de vier beste resultaten van de vijf laatste wedstrijden tellen mee voor de eindstand, resultaten die tussen haakjes staan telden daarom niet mee voor het kampioenschap. Bij "Punten" staan de getelde kampioenschapspunten gevolgd door de totaal behaalde punten tussen haakjes.
| Pos. | Constructeur    | ZAF | MON  | NED | BEL | FRA   | GBR | DUI  | CAN | ITA | VST | MEX | Punten  |
| ---- | --------------- | --- | ---- | --- | --- | ----- | --- | ---- | --- | --- | --- | --- | ------- |
| 1    | Brabham-Repco   | 4PS | 1P   | 2   | DNF | 1     | 2S  | 1    | 1   | 2   | (3) | 2   | 63 (67) |
| 2    | Lotus-Ford      |     |      | 1PS | 6P  | DNFPS | 1P  | DNFP | 4PS | 3PS | 1PS | 1PS | 44      |
| 3    | Cooper-Maserati | 1   | 5    | 10  | 4   | 4     | 5   | 6*   | 8   | 4   | 4   | 6   | 28      |
| 4    | Honda           | 3   | DNF  | DNF | DNF |       | 6   | 4    |     | 1   | DNF | 4   | 20      |
| 5    | Ferrari         |     | 3    | 4   | 3   | DNF   | 3   | 3    | 6   | 7   | DNF | 8   | 20      |
| 6    | BRM             | DNF | 6    | 8   | 2   | 3     | 7   | 9    | 5   | 5   | DNF | 5   | 17      |
| 7    | Eagle-Weslake   |     | DNF  | DNF | 1S  | DNF   | DNF | DNFS | 3   | DNF | DNF | DNF | 13      |
| 8    | Lotus-BRM       | DNF | 2    | 7   |     |       |     |      | 11  |     |     | DNS | 6       |
| 9    | Cooper-Climax   | 2   |      |     |     |       |     |      | DNQ |     |     |     | 6       |
| 10   | McLaren-BRM     |     | 4    | DNF |     |       |     |      | 7   | DNF | DNF | DNF | 3       |
| 11   | Brabham-Climax  | 5   | DNQ  | 9   | 8   | DNF   | DNF |      |     |     |     |     | 2       |
| 12   | Matra-Ford      |     | DNF  |     |     |       |     |      |     |     | 7   | 7   | 0       |
| —    | Eagle-Climax    | DNF |      |     |     |       |     |      | NC  |     |     |     | 0       |
| —    | LDS-Climax      | DNF |      |     |     |       |     |      |     |     |     |     | 0       |
| —    | Lotus-Climax    |     | DNFS |     |     |       |     |      |     |     |     |     | 0       |
| —    | Cooper-ATS      |     |      |     |     |       | DNF |      |     |     |     |     | 0       |
| —    | Lola-BMW        |     |      |     |     |       |     | DNF  |     |     |     |     | 0       |
| Pos. | Constructeur    | ZAF | MON  | NED | BEL | FRA   | GBR | DUI  | CAN | ITA | VST | MEX | Punten  |

| Resultaat                       |
| ------------------------------- |
| Winnaar                         |
| Tweede plaats                   |
| Derde plaats                    |
| Gefinisht (punten behaald)      |
| Gefinisht (geen punten behaald) |
| Niet geklasseerd (NC)           |
| Uitgevallen (DNF)               |
| Niet gekwalificeerd (DNQ)       |
| Gediskwalificeerd (DSQ)         |
| Niet gestart (DNS)              |
| Gewond (INJ)                    |
| Uitgesloten (EX)                |
| Teruggetrokken (WD)             |
| Niet deelgenomen (blanco cel)   |
| P Pole position                 |
| S Snelste ronde                 |

- * In de Duitse Grand Prix namen Formule 2 wagens deel aan de race. Deze konden geen punten behalen voor het kampioenschap maar eindigden op de posities 5 en 7, waardoor de Formule 1-wagens op posities 6 en 8 beloond werden met respectievelijk 2 en 1 punt.

1950 · 1951 · 1952 · 1953 · 1954 · 1955 · 1956 · 1957 · 1958 · 1959 · 1960 · 1961 · 1962 · 1963 · 1964 · 1965 · 1966 · 1967 · 1968 · 1969 · 1970 · 1971 · 1972 · 1973 · 1974 · 1975 · 1976 · 1977 · 1978 · 1979 · 1980 · 1981 · 1982 · 1983 · 1984 · 1985 · 1986 · 1987 · 1988 · 1989 · 1990 · 1991 · 1992 · 1993 · 1994 · 1995 · 1996 · 1997 · 1998 · 1999 · 2000 · 2001 · 2002 · 2003 · 2004 · 2005 · 2006 · 2007 · 2008 · 2009 · 2010 · 2011 · 2012 · 2013 · 2014 · 2015 · 2016 · 2017 · 2018 · 2019 · 2020 · 2021 · 2022 · 2023 · 2024 · 2025 · 2026 
 Lijst van Formule 1 Grand Prix-wedstrijden